# Parque nacional de la Sierra de las Nieves
El parque nacional de la Sierra de las Nieves es un espacio natural español protegido de 22 979,76 hectáreas en la provincia de Málaga, declarado como parque nacional por la ley 9/2021, de 1 de julio. Anteriormente, pasó a formar parte de la Reserva de Biosfera Sierra de las Nieves, declarada por la Unesco en 1995, integrándose desde entonces en la Red Mundial de Reservas de la Biosfera. También entró a formar parte de la Reserva de la Biosfera Intercontinental del Mediterráneo en 2006, constituida por el entonces parque natural de la Sierra de las Nieves junto a otros espacios naturales protegidos de España y Marruecos.
El Parque Nacional de la Sierra de las Nieves destaca por la gran variedad de paisajes y ecosistemas que ostenta y esto es debido a la compleja geología y geomorfología que presenta, así como a las condiciones climáticas especiales a las que está expuesta.
La auténtica seña de identidad de este territorio son los bosques de pinsapos, reliquia botánica de los bosques de coníferas del Terciario, endémicos de la Serranía de Ronda, y que cuenta en este espacio natural protegido con su mayor superficie de distribución mundial con cerca de 2000 ha.

## Situación
Sierra de las Nieves se localiza en el extremo suroeste de la Cordillera Bética, enmarcándose en el sector más elevado de la Serranía de Ronda, constituyendo las mayores altitudes de la Andalucía occidental, con los 1919 m de altura del Pico Torrecilla. El parque nacional cuenta con una superficie de 20 132 ha y comprende parte de los municipios de El Burgo, Istán, Monda, Parauta, Ronda, Tolox, y Yunquera. Así mismo, otros términos municipales (o parte de ellos) están integrados en la Zona Periférica de Protección (ZPP) del Parque. Estos otros municipios son Serrato, Igualeja, Benahavís, Ojén, Guaro, Casarabonela y Alozaina.
Antes, en las cumbres, los neveros solían guardar nieve en pozos durante el invierno para distribuirla durante el verano por los pueblos de la provincia. De este antiguo oficio, paradójicamente responsable del gran deterioro del quejigal de montaña, proviene el nombre de este parque natural.

## Clima
El clima se caracteriza por un periodo de sequía estival, una estación lluviosa que se extiende desde el otoño hasta la primavera y un régimen de temperaturas con máximos estivales. Asimismo, la influencia del relieve es importante, ya que determina que las zonas más elevadas sean más frescas y con mayores precipitaciones, lo que explica la presencia del pinsapo en estas sierras. Las precipitaciones oscilan entre los 700 mm y los 1800 mm. Las mayores precipitaciones se recogen en las zonas centrales, que son las más elevadas. Conforme se desciende hacia la parte oriental, las lluvias disminuyen hasta valores próximos a 700 mm. Las precipitaciones se concentran en el periodo de octubre a marzo, mientras que en los meses estivales son prácticamente inexistentes (menos de 15 mm mensuales). En cuanto a las temperaturas, la media registrada es de 14 °C. En los meses de verano, este valor oscila entre los 20 y los 25 °C, mientras que en invierno se sitúa entre 8 y 10 °C.

## Geología
El Parque Nacional de la Sierra de las Nieves se encuentra en el ámbito geológico de contacto entre los complejos Béticos, Penibéticos y las Unidades del Campo de Gibraltar, por lo que cuenta con una gran diversidad geológica.
Aparecen claramente diferenciadas las denominadas sierras blancas, sierras bermeja y sierras pardas.
La mayor parte de la superficie se corresponde con litologías sedimentarias, fundamentalmente calizas y margas, y también dolomías, conocida como las sierras blancas, coincidentes con la Sierra de las Nieves s.s. Corresponden a las zonas más elevadas y destacan por sus fuertes pendientes, profundos barrancos y numerosos elementos kársticos como tajos, lapiaces, cuevas, simas (destacando la sima GESM, que con 1101 m de descenso es la más profunda de Andalucía), sumideros, dolinas y poljes.
Le siguen en importancia las peridotitas y las serpentinas, que corresponden a las denominadas sierras bermejas (Sierra Bermeja). Estas sierras se caracterizan por tener fuertes pendientes y una red fluvial muy encajada debido a su baja permeabilidad. Hay que señalar que los afloramientos rondeños de rocas peridotitas están entre los más extensos del mundo. Las peridotitas son unas rocas de origen magmático muy raras en la corteza terrestre, que adquieren tonalidades rojizas por la oxidación del hierro que contienen.
Por último, rodeando a las anteriores se encuentran las rocas de origen metamórfico, las sierras pardas, con la presencia de esquistos, gneises y pizarras.

## Biodiversidad

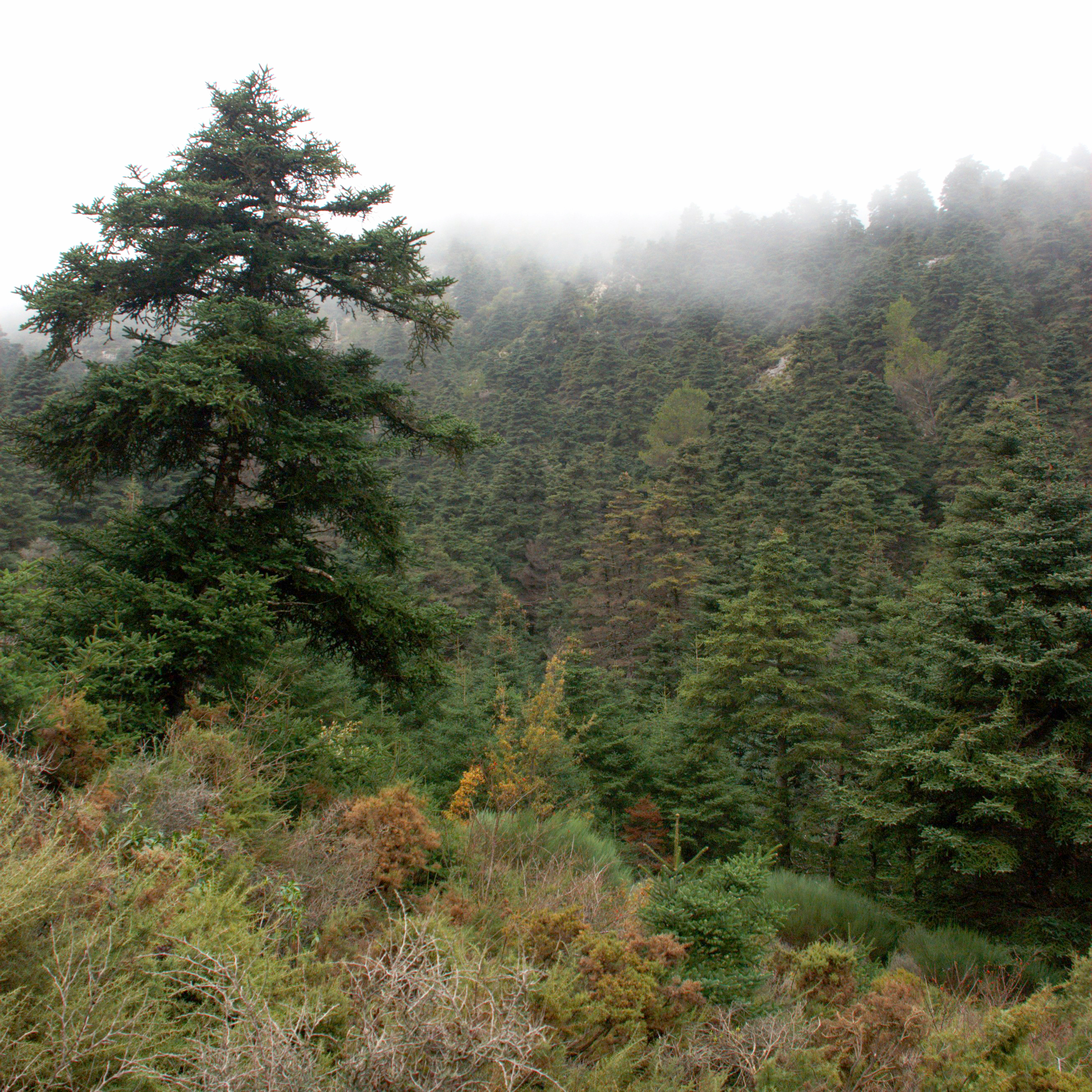
Abies pinsapo en el Parque Natural Sierra de las Nieves, Andalucía, España.

La estratégica ubicación geográfica de estas sierras, unida a su particular conformación geológica y orográfica, y la consiguiente complejidad del sustrato, hace que la vegetación se caracterice por su elevada diversidad.
En terrenos calizos y dolomíticos en áreas de basales térmicas dominan los sabinares y enebrales con pino carrasco (Pinus halepensis). En áreas de media montaña se encuentran encinares (Quercus rotundifolia), y pinares (Pinus pinaster), así como sabinares (Juniperus phoenicea) y pinares de pino resinero mezclados con pinsapos (Abies pinsapo) y pinsapares, mientras que en la alta montaña es característico el bosque caducifolio adehesado de quejigos de alta montaña (Quercus faginea subsp. alpestris) salpicado de arces (Acer opalus subsp. granatense), mostajos (Sorbus aria) y tejos (Taxus baccata), actualmente en un estado de conservación deplorable debido al carboneo y sobrepastoreo practicado durante siglos en la zona. Finalmente, en las cumbres se localizan los enebrales (Juniperus communis) y sabinares (Juniperus sabina), mayoritariamente de carácter rastrero y, por tanto, adaptados a las duras condiciones ambientales allí existentes. La vegetación riparia está caracterizada en zonas bajas por saucedas (Salix pedicellata, S. purpurea y S. eleagnos subsp. angustifolia) y adelfares (Nerium oleander), mientras que en zonas más elevadas existen retazos de fresnedas (Fraxinus angustifolia).
Los terrenos serpentino-peridotíticos se caracterizan por la presencia de una flora altamente especializada. Dominan las formaciones de pinares resineros en el estrato arbóreo, siendo mínima la representación de los pinsapares (muy castigados en el pasado por los incendios), que aparecen en ciertas umbrías elevadas. En los arroyos son características las saucedas, adelfares y juncales.
Al sur del parque nacional, predominan las formaciones de alcornocal (Quercus suber) sobre sustratos de naturaleza esquistosa. En enclaves de umbría especialmente húmedos, el alcornocal se enriquece con quejigos y pinsapos.
Hay que destacar la presencia de 16 taxones catalogados en distinto grado de amenaza en el Catálogo Andaluz de Especies Amenazadas, establecido por la Ley 8/2003 de 28 de octubre y modificado por el Decreto 23/2012, de 14 de febrero, por el que se regula la conservación y el uso sostenible de la flora y la fauna silvestres y sus hábitats, entre los que figuran, el pinsapo, el quejigo de alta montaña y el tabaco gordo (Atropa baetica).  Asimismo, el ámbito del parque natural incluye un número destacado de elementos del Inventario de Árboles y Arboledas Singulares de la provincia de Málaga. En particular existen diez arboledas singulares (mayoritariamente pinsapares) y veinticinco árboles singulares, entre los que destaca el pinsapo.
Además, en las sierras peridotíticas abundan numerosos endemismos exclusivos: Arenaria capillipes, Armeria colorata, Centaurea haenseleri, Saxifraga gemmulosa, Galium viridiflorum…
Existe un ejemplar de pinsapo, el pinsapo de Las Escaleretas, declarado Monumento Natural.  
Todo ello refleja la importante riqueza florística que presenta el parque nacional Sierra de las Nieves.
La diversidad de hábitats existentes en el Parque Nacional de la Sierra de las Nieves la convierten en un importante refugio para la fauna silvestre. Sobre todo quedan representadas especies típicas de media y alta montaña.
Hay que destacar entre los mamíferos a la cabra montés (Capra pyrenaica hispanica), especie exclusiva de la península ibérica, el corzo (Capreolus capreolus), la garduña (Martes foina), la gineta (Genetta genetta), el meloncillo (Herpestes ichneumon) y la nutria (Lutra lutra), presente en todos los ríos importantes. Dentro de las aves distinguiremos el águila real (Aquila chrysaetos), águila perdicera (Aquila fasciata), águila culebrera (Circaetus gallicus), búho real (Bubo bubo) y halcón peregrino (Falco peregrinus), así como interesantes comunidades de paseriformes forestales y ligadas a la alta montaña: colirrojo real (Phoenicurus phoenicurus), mirlo capiblanco (Turdus torquatus), roquero rojo (Monticola saxatilis) y collalba gris (Oenanthe oenanthe), entre otros. Entre los reptiles destacan la víbora hocicuda (Vipera latasti) y casi todas las especies andaluzas de culebras; mientras que el anfibio más representativo es la salamandra (S. Salamandra subsp. longirostris). En el ámbito de los invertebrados hay que señalar al cangrejo de río autóctono (Austropotamobius pallipes), que conserva en esta sierra algunas de sus últimas poblaciones en Andalucía.

## Turismo

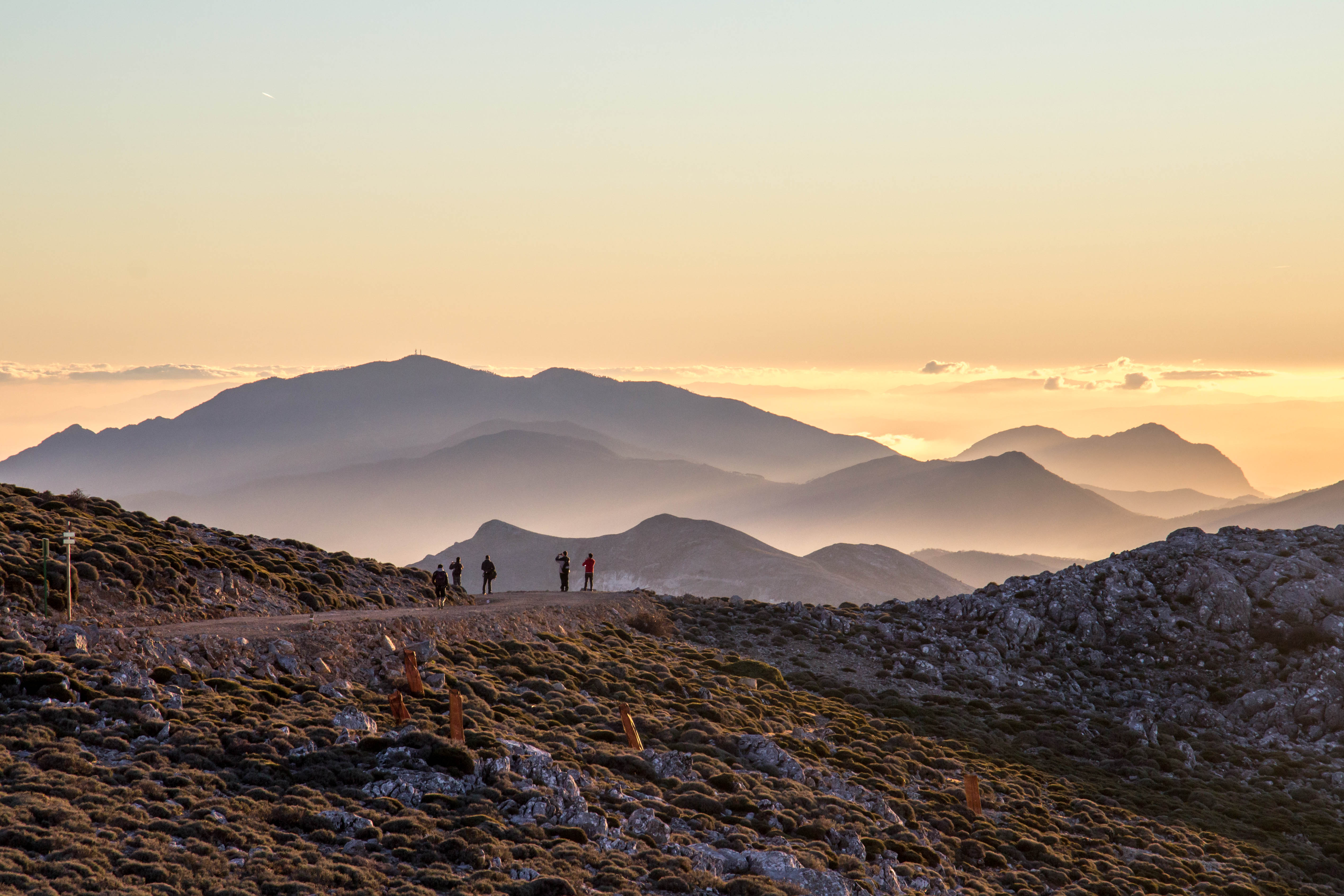
Atadecer en la sierra

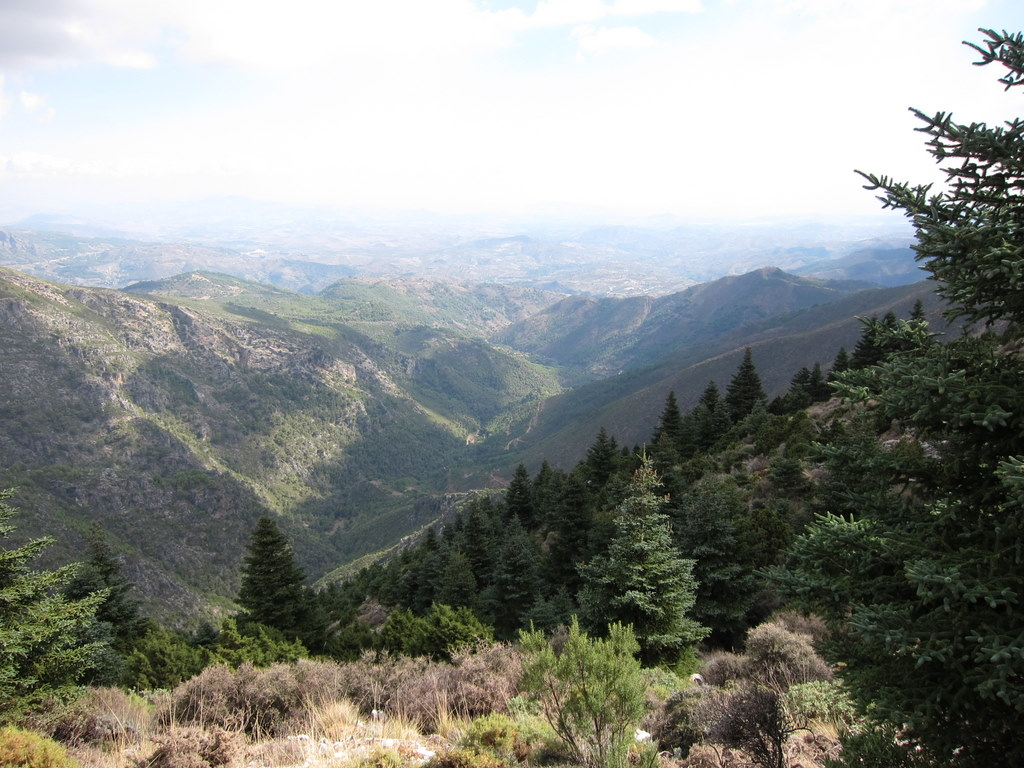
Río de los Horcajos.

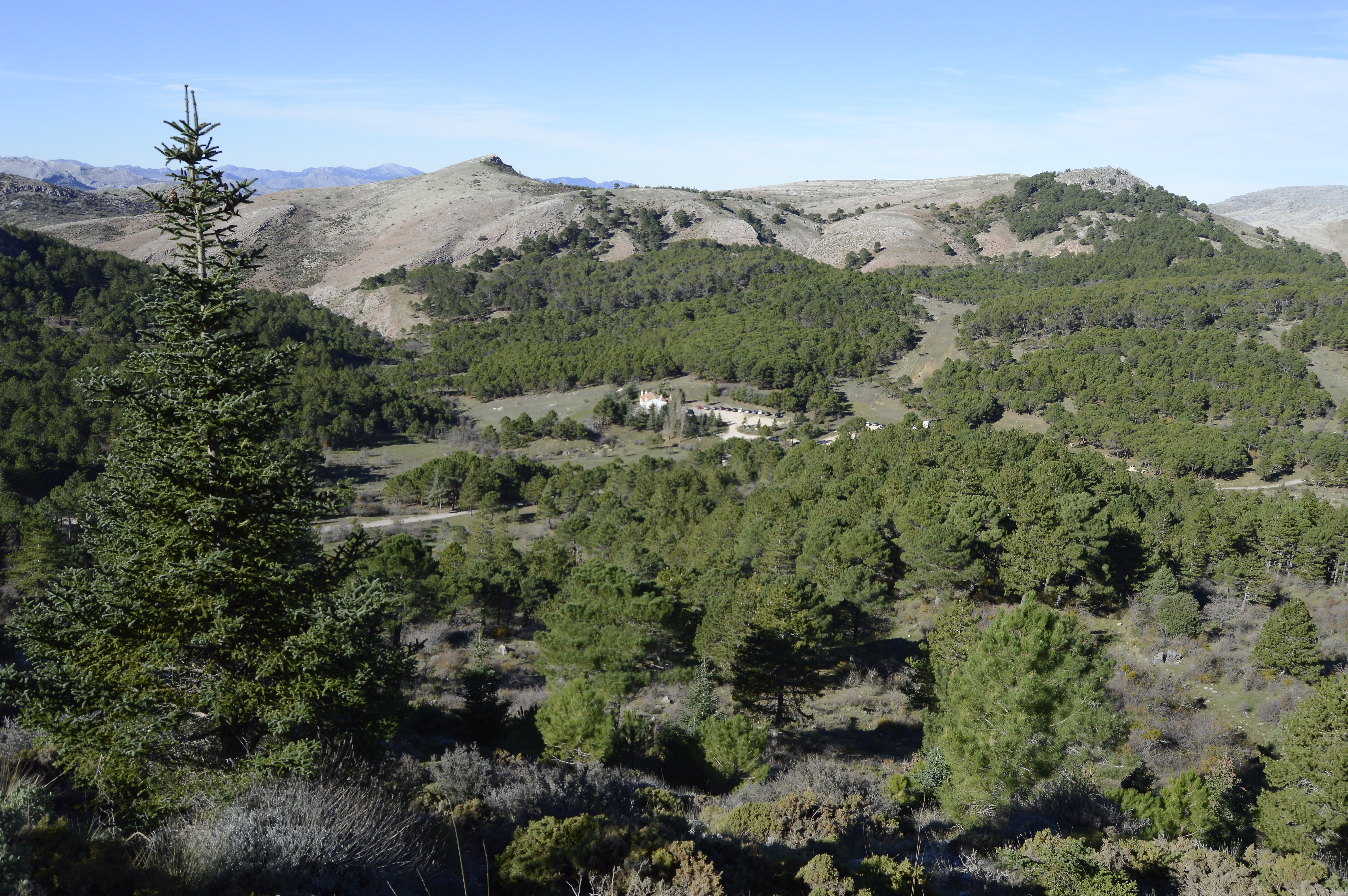
Vista de un bosque de pinos en la sierra de las Nieves

Existe una red de alojamientos y servicios turísticos en la zona.
El parque nacional cuenta con una amplia red de caminos y senderos que permiten el senderismo, si bien cabe tener en cuenta la escasez de fuentes de agua de la zona. Hay dos accesos principales que llevan al corazón del parque: uno desde la carretera de Ronda a San Pedro de Alcántara, por una pista forestal que lleva al área recreativa Los Quejigales y otro desde Yunquera por una pista forestal que llega hasta los Miradores de Pº Saucillo y Caucón o Luis Ceballos. También existen accesos por el pueblo de Tolox, Istán y El Burgo. Las rutas principales del parque nacional son Quejigales-Torrecilla y Pº Saucillo-Torrecilla las cuales llevan al pico más alto de Andalucía occidental. Otro sendero muy visitado es Mirador Ceballos-Tajo de la Caína, que lleva al pinsapar de Caucón y permite observar los impresionantes paisajes que existen desde el Tajo de la Caína.
Los pueblos de la comarca también tienen muchos lugares que visitar y destacan por su patrimonio histórico y por sus fiestas singulares, como los polvos y la Fiesta del Conejo de Parauta, la Cohetá de Tolox, el Carnaval de la Harina de Alozaina, La Sopa de los Siete Ramales y la Quema de Judas en El Burgo o el Corpus Christi de Yunquera.

## Amenazas
Los incendios forestales son una de las principales amenazas que se ciernen sobre el parque nacional. Los incendios en estas sierras han sido muy frecuentes y sus efectos muy graves, destacando varios ocurridos en las últimas décadas, que destruyeron por completo pinsapares enteros como el de la Cañada de la Encina o Cerro Corona.
El sobrepastoreo ha sido una de las principales causas que ha dificultado la regeneración de muchas zonas, amenaza que ha disminuido con la regulación del aprovechamiento ganadero. Está ampliamente aceptado que cargas moderadas no reducen, e incluso estimulan, la productividad del pasto, mantienen niveles altos de diversidad biológica y reducen el riesgo de incendios. Sin embargo, la sobrecarga ganadera en los montes conduce a la reducción de las cubiertas vegetales y la simplificación de su estructura y composición llegando a perjudicar seriamente el regenerado natural de las especies arbóreas y arbustivas. De hecho, el sobrepastoreo es el responsable de la fuerte erosión que sufren las zonas más elevadas de la sierra, impidiendo la regeneración del quejigal de alta montaña.
Otro factor de amenaza importante es el derivado del cambio climático. Las altas temperaturas y sequías prolongadas potenciarán en un futuro los efectos negativos de incendios forestales, plagas y enfermedades y en consecuencia incrementarán el riesgo de erosión del suelo. Este último puede verse igualmente intensificado como consecuencia del incremento en la irregularidad y torrencialidad de la precipitación y la propia topografía de la zona. Además, estudios realizados reflejan una reducción del hábitat potencial del pinsapo a finales del siglo XXI.
En relación con las plagas y enfermedades forestales, los hongos Heterobasidium annosum y Armillaria mellea, junto con el lepidóptero Dioryctria aulloi y el perforador Cryphalus numidicus han causado numerosos daños al pinsapo durante las últimas décadas. Se considera probable que su expansión haya estado favorecida por el debilitamiento de las formaciones vegetales como consecuencia, entre otras cosas, de los periodos de sequía, aunque actualmente el estado fitosanitario de los pinsapares ha llegado a un “equilibrio ecológico”. Desde la Consejería de Agricultura, Ganadería, Pesca y Desarrollo Sostenible se está llevando a cabo un Plan de Recuperación del Pinsapo a través del cual se están llevando a cabo actuaciones de conservación, iniciadas a mediados del siglo XX y que culminaron en 2011 con la aprobación de dicho plan, consistentes en la protección y mejora de las poblaciones existentes, así como de restauración de su hábitat, intentado regenerar y reforestar las zonas en las que ha desaparecido como consecuencia de los incendios forestales.

## Galería

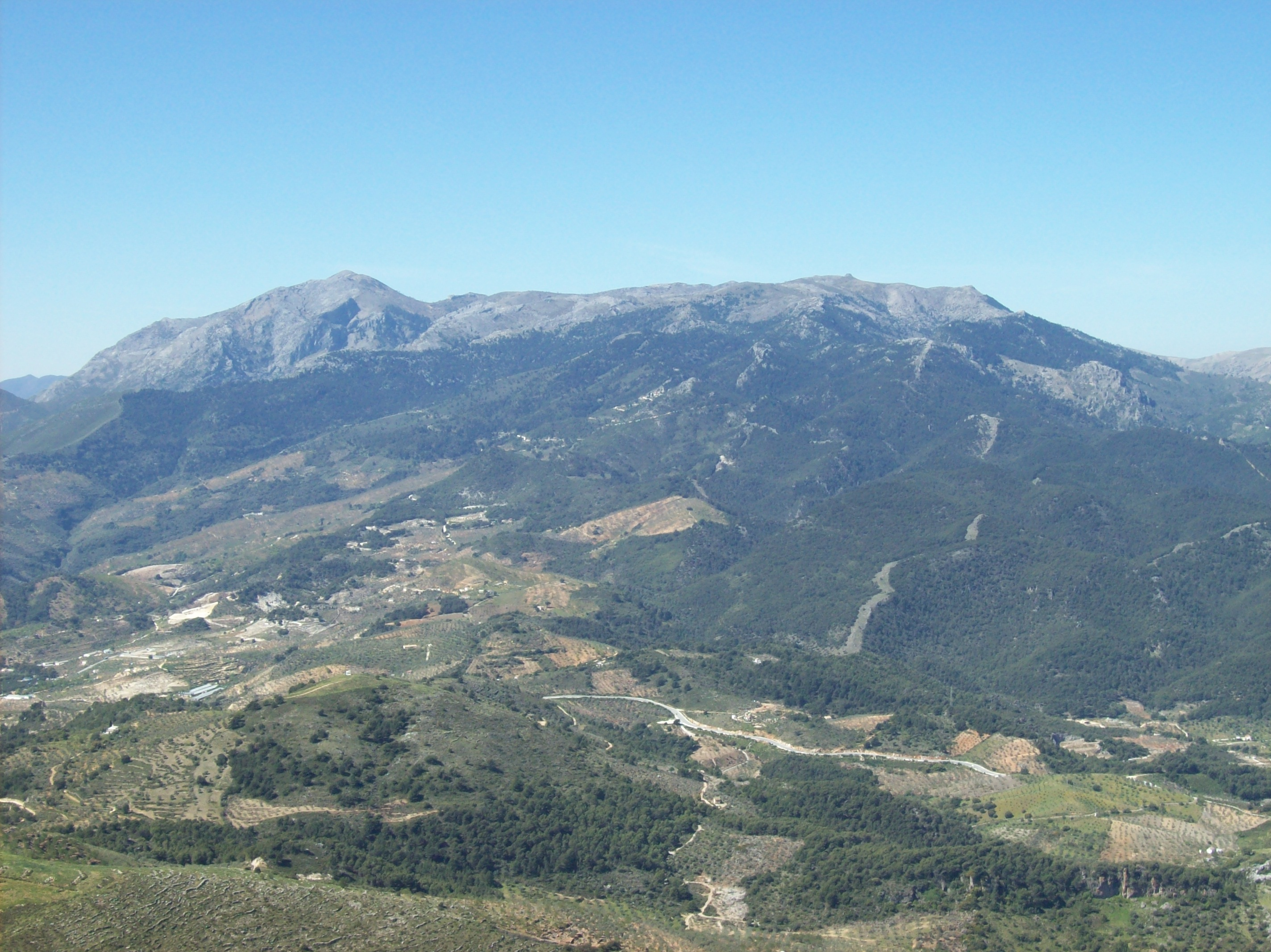
Panorámica de la Sierra de las Nieves
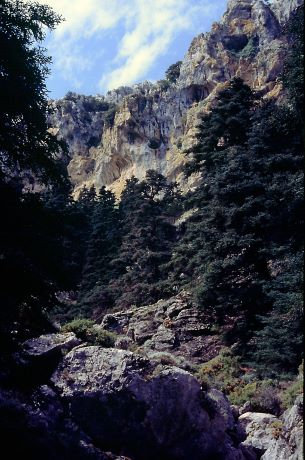
Garganta y pinsapos en la Sierra de las Nieves
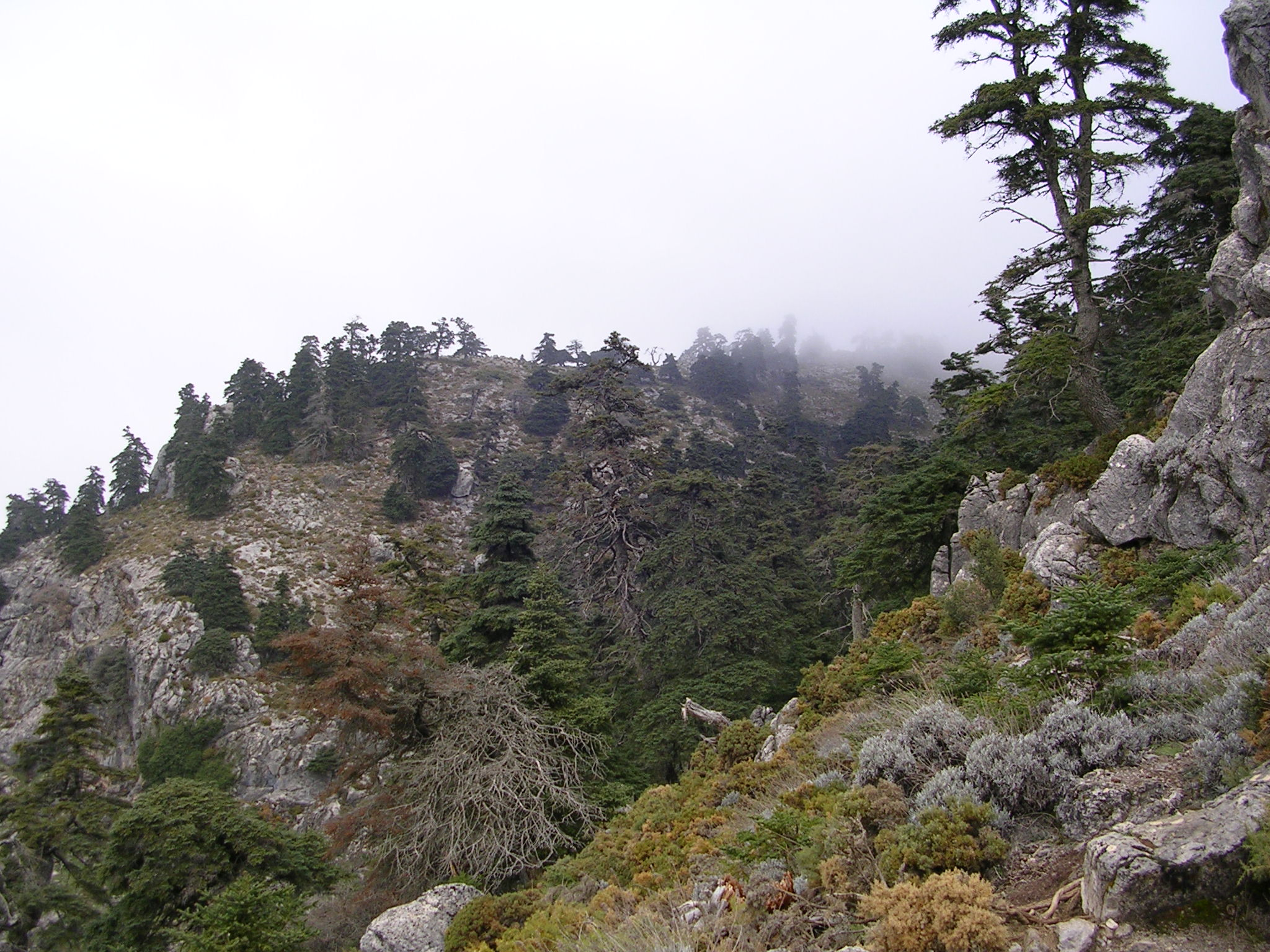
Cañada del Cuerno
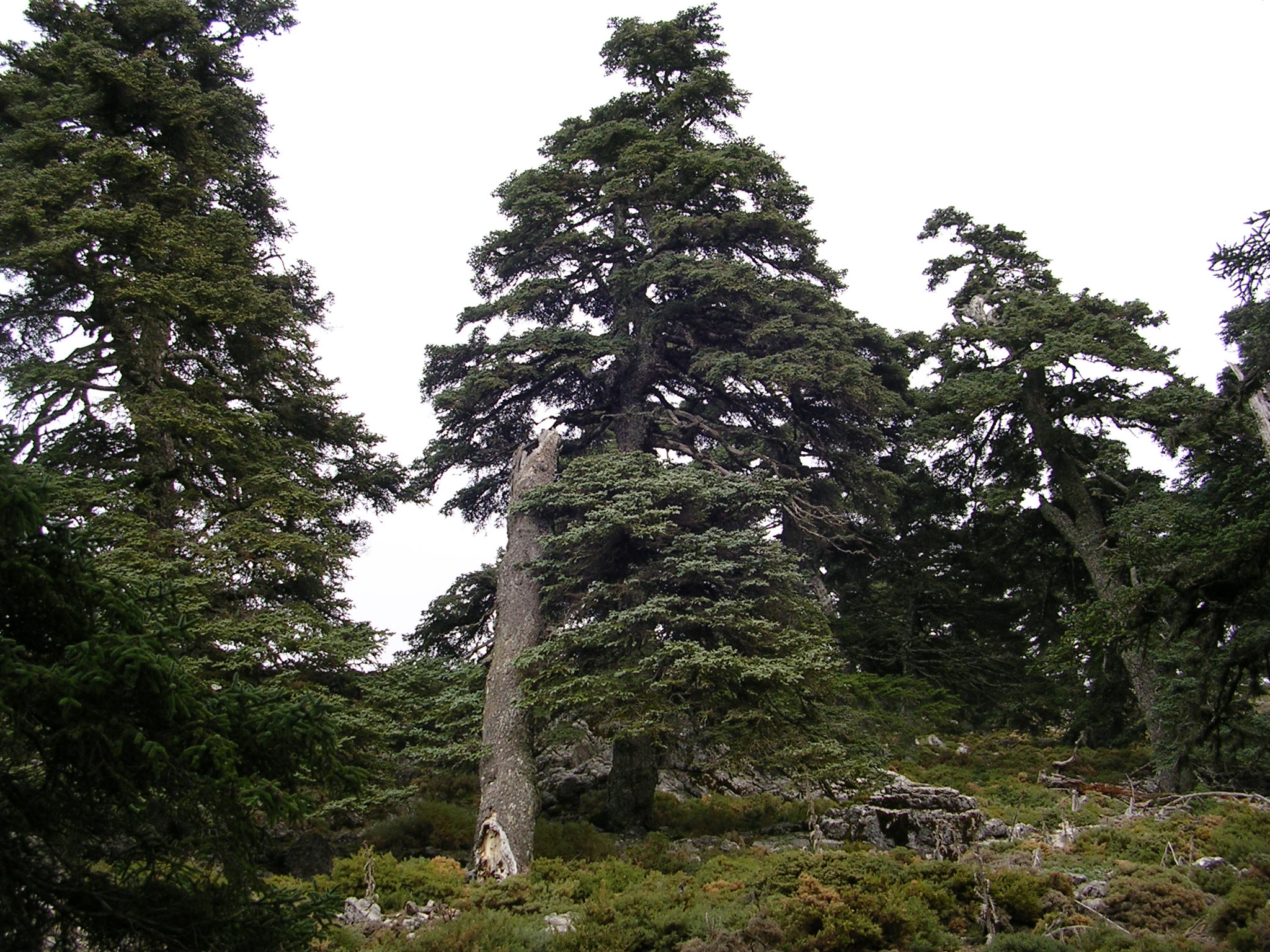
Pinsapo en la Cañada del Cuerno
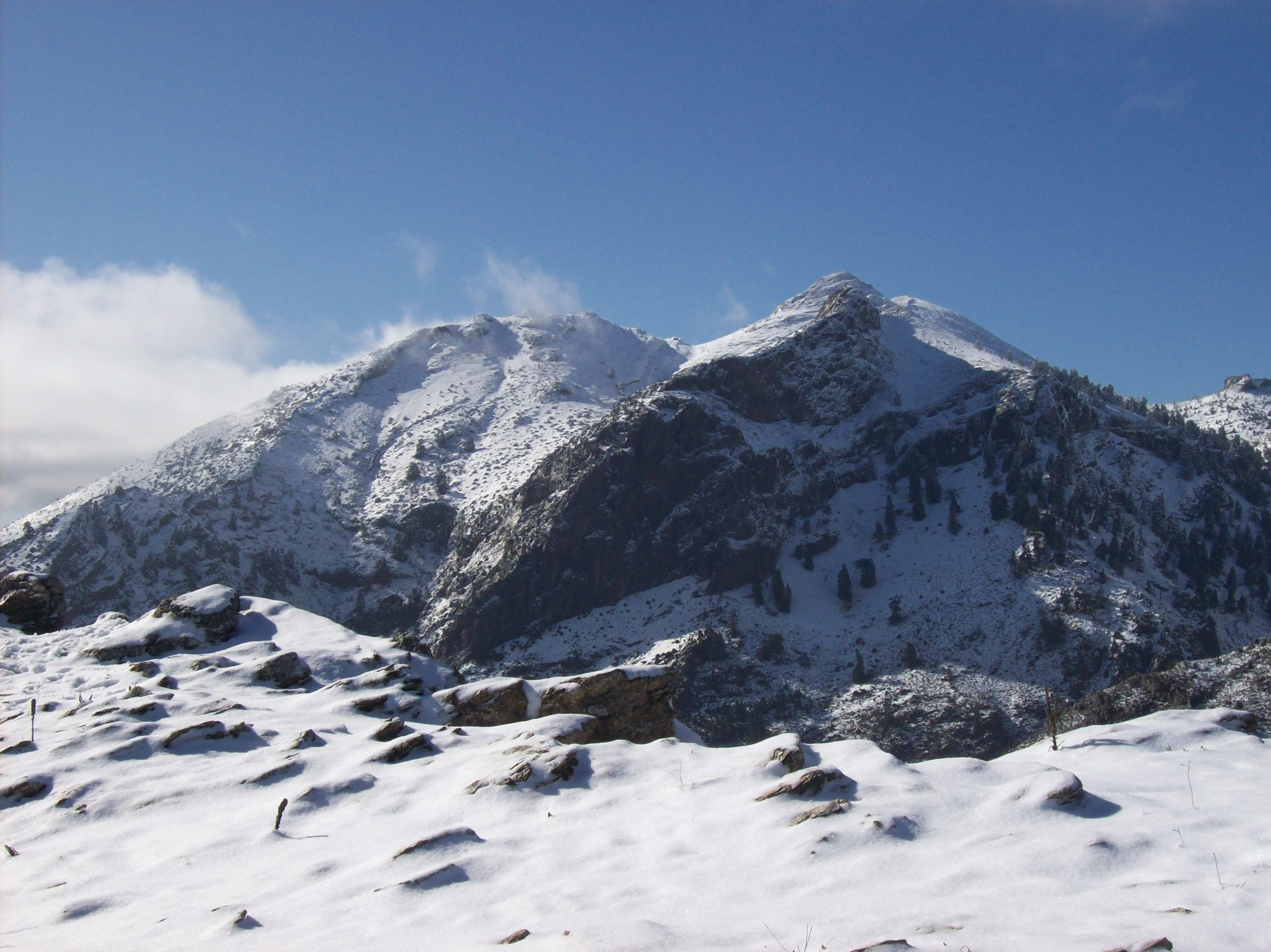
Vista del Pico Torrecilla nevado desde el Tajo de la Caína
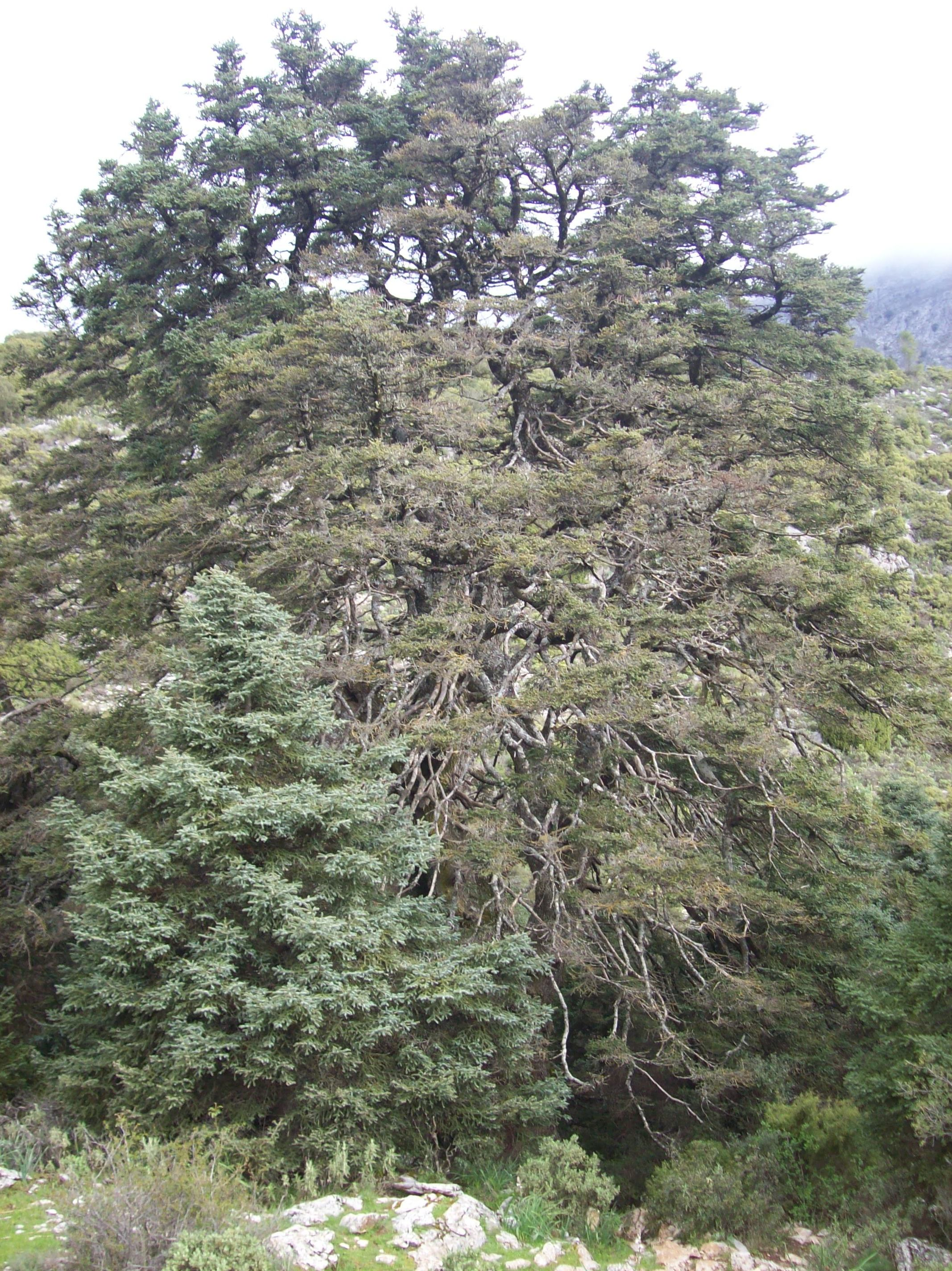
Pinsapo de la escaleretas, el más grande de la Sierra de las Nieves.
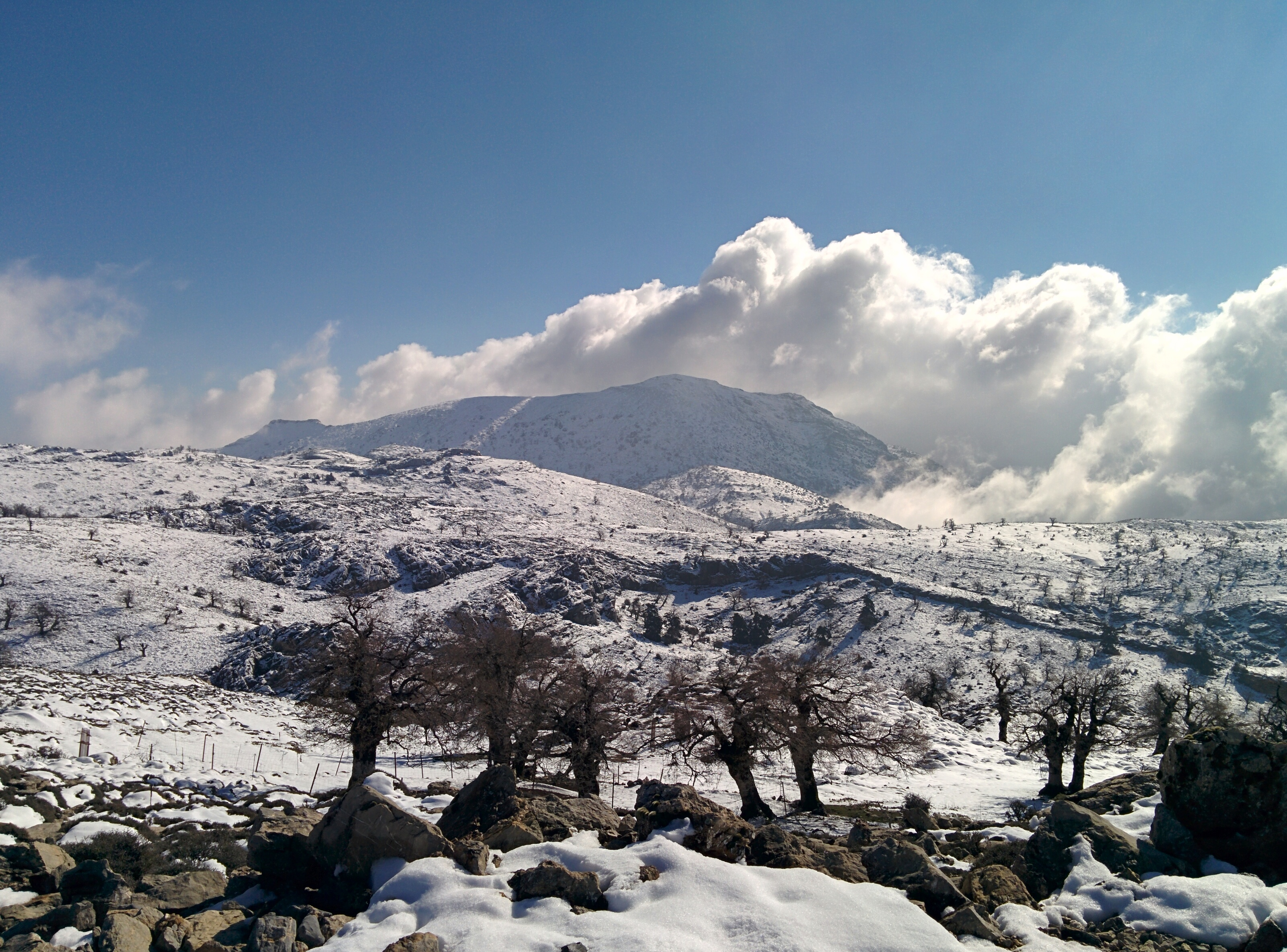
Pico Torrecilla nevado desde el Puerto de los Pilones